# 한상준 (1921년)
한상준(韓相駿, 1921년 8월 25일 ~ 1986년 1월 17일)은 대한민국의 정치인이다. 제5·6·7대 국회의원을 지냈다.

## 학력
- 전주북중학교졸업

## 경력
- 전라산업주식회사중역
- 삼강기업사사장
- 전북비료주식회사취체역
- 전라북도의회의원
- 전북도교육위원
- 제2대전북도의원
- 제5대국회의원(무소속, 전북 임실군)
- 제6대국회의원(민주공화당, 전북 임실군·순창군)
- 제7대국회의원(민주공화당, 전북 임실군·순창군)
- 민주공화당전북제6지구당위원장
- 민주공화당전북도지부부위원장
- 국회대책위원(국방)
- 민주공화당당기위원

## 역대 선거 결과
|  | 28.99% |

|  | 37.84% |

|  | 53.17% |